# Star Wars: Rebellion
Star Wars: Rebellion (с англ. — «Звёздные Войны: Восстание») — компьютерная игра в жанре стратегия в реальном времени по оригинальной трилогии Звёздных Войн, предшественница Star Wars: Empire at War. Игра отличалась до сих пор ещё не превзойдённой агентурной работой и встроенной энциклопедией по миру Звёздных войн.

## Сюжет
События игры происходят сразу после четвертого эпизода оригинального фильма. Большая часть героев и войск повстанцев находится на планете Явин IV, а Империи известно местонахождение этой планеты. Игрок может встать либо на сторону Империи, либо на сторону повстанцев.

## Агентурная работа
Уникальной особенностью игры была агентурная работа, в которой основную группу поддерживала вспомогательная. Для формирования основной группы имелся набор основных героев Звёздных войн. А для вспомогательной, помимо второстепенных героев, можно было задействовать вспомогательные юниты — различных шпионов и коммандос. Например при игре за повстанцев на миссию можно было направить Люка Скайуокера с Ханом Соло и Чубаккой при поддержке дюжины шпионов и информаторов. При игре же за Империю можно было наоборот отправить Дарта Вейдера при поддержке десятка имперских коммандос.
Миссии подразделялись на шпионаж, диверсии, убийства, захват и похищение пленных, освобождение пленных, подъём восстаний противников Империи, мятеж сторонников Империи, и дипломатические. Например Дарт Вейдер был универсалом, способным отлично выполнять любые миссии, и часто стоял выбор, что лучше: отправить его выполнять дипломатическую миссию, или отправить ловить повстанцев. А у Мон Мотмы лучше всего получались дипломатические миссии. Помимо специализации встречались и уникальные особенности, например за Ханом Соло охотились охотники за головами, нанятые Джаббой, а Люк Скайуокер мог отправиться искать магистра Йоду.
Случались также и поединки между джедаями и ситхами (тёмными джедаями). Можно было обучить новых джедаев и ситхов. Любой герой с рангом «Магистр-джедай» (ранга Владыки Ситхов тогда не было, и потому Палпатин и Дарт Вейдер имели ранг Магистр-джедай), пробыв некоторое время с другими героями на планете, мог обнаружить у кого-то из них способности, а затем взять его или её в ученики для последующего обучения.

## Критика игры
| Русскоязычные издания | Русскоязычные издания |
| Издание               | Оценка                |
| --------------------- | --------------------- |
| «Игромания»           | [ 1 ]                 |

Несмотря на все свои достоинства, игра неоднократно критиковалась за малопонятный интерфейс, который, в общем-то, не был трудным в управлении, но не являлся интуитивно понятным. Также критиковалась неудобная в управлении реализация космических боёв (до выхода HomeWorld были долгие месяцы), в связи с чем немало игроков пускало тактические сражения на самотёк, лишь любуясь тем, как воюет компьютер. Бои между наземными войсками на планетах рассчитываются компьютером автоматически без участия игрока, но это не стало объектом критики, так как управляемых боёв не было и в серии Master of Orion, считающейся эталоном в жанре космических стратегий на момент выхода Star Wars: Rebellion.
Также при стратегическом режиме игры на карте галактики отсутствует режим умной паузы, поэтому игра со временем из стратегии превращается в гонку на скоростное кликанье мышью, поскольку времени проанализировать многочисленные доклады от исследователей, агентов, производственных построек, войск, флота и принять нужное в данный момент решение перестаёт хватать даже на самой низкой скорости игры. То есть, чем более развита ваша империя или альянс, тем физически тяжелее сохранять контроль, вплоть до частичной его потери. В тактическом же режиме боёв между флотами такая пауза есть и каждому кораблю во время неё можно отдать свой приказ.